# Río Passo Fundo
El río Passo Fundo es un río brasileño del estado de Río Grande do Sul. Forma parte de la Cuenca del Plata, nace en el municipio de Passo Fundo y con rumbo sur a norte se dirige hacia el río Uruguay donde desemboca, frente a la localidad de Goio-Ên. Antiguamente se lo conocía bajo el nombre de Uruguai-Mirim.
- Datos: Q3432593